# 屋田翔太
屋田 翔太（やだ しょうた、1985年〈昭和60年〉2月23日 - ）は、株式会社フリーフロートの代表取締役並びに大町温泉観光株式会社の代表取締役を務める。
2002から2005年には、全日本スキー連盟 スノーボードナショナルチームに所属しワールドカップ等に出場。
輸入事業、WEBサイト制作事業、動画撮影、写真撮影としての活動は株式会社フリーフロートにて行う。

## 人物
長野県白馬村出身、2002-2005年に全日本スキー連盟 スノーボードナショナルチーム に所属しワールドカップ 等に出場、その後は株式会社ポップにて就業、新規事業の企画運営などを中心にガイド、WEBサイト管理、広報などをし現在は同社の常務執行役員を務め2018年5月退任。
2015年4月に 一般社団法人長野県アウトドア推進協議会の理事 事務局長に就任。長野県のアウトドア情報発信ポータルサイト「アウトドアNAGANOnavi]」の管理・運営を主に行い、長野県自転車条例（仮称）検討連絡会議 などにも委員として参加する。
2017年4月に株式会社GOATの設立に加わり同時に取締役に就任。動画撮影、写真撮影などを得意としカメラマンとしての活動を行う。
2018年3月に株式会社フリーフロート設立、代表取締役に就任。ICELANTICSKISの輸入代理店となる。
2018年3月に株式会社GOATの取締役退任。
2020年7月に大町温泉観光株式会社の代表取締役に就任。
2021年長野県大町市に「ジャパンディスカバリーセンター大町」、長野県北安曇郡白馬村に「ジャパンディスカバリーセンター白馬」をそれぞれオープン、SDGsの理念に則り、環境保全とサスティナブルビジネスの実現、及び、環境に優しい次世代モビリティとリゾートアクティビティを組み合わせ提案し、地域の活性化とエネルギーシフト啓蒙に寄与。
2022年12月廃棄物である木くず約41.8kgを焼却したことによる廃棄物処理法違反を受け罰金刑となる。
2022年12月大町温泉観光株式会社の代表取締役を辞任。